# Караманукян, Арам
Арам Караманукян (арм. Արամ Կարամանուկյան; араб. آرام قره مانوكيان‎; 1 мая 1910, Антеп, Османская империя — 23 декабря 1996, Форт-Ли, США) — генерал-лейтенант сирийской армии и впоследствии член сирийского парламента. Караманукян был первым армянским офицером, взявшим на себя командную роль в сирийской армии в 1940-х годах.
Один из основателей сирийских Вооруженных сил. Является также автором нескольких книг. 

## Биография
Отец Акоп Караманукян (1864-1937), мать Мариам Лейлекян (1881-1966). Во время геноцида армян семье удалось найти убежище в Сирии, в городе Алеппо. 
В 1932 году Арам поступил в Сирийскую военную академию, благодаря своим исключительным способностям был направлен во Францию, где прошел повышенную военную подготовку в области артиллерии. В 1945 году он поступил на программу подготовки офицеров в Париже и окончил ее в звании офицера. 
В 1946 году, когда Сирия обрела независимость и французские войска ушли, Караманукян присоединился к Сирийской национальной армии, в которой он стал одним из офицеров, организовавших вновь созданную армию. В 1949 году он был назначен главнокомандующим артиллерией сирийской армии. В 1953 году получил звание генерала.
Он единственный армянский командир, служивший в сирийской армии, который был награжден различными почетными медалями не только сирийского, но и правительства Ливана, Египта и Франции.

### Научные работы
- La double nationalité et le service militaire (1974)
- Les étrangers et le service militaire (1978)[6]